# 지고젠역
지고젠역(일본어: 地御前駅)은 일본 히로시마현 하쓰카이치시에 위치한 히로시마 전철 미야지마 선의 철도역이다. 역 번호는 M 36이며, 상대식 승강장 2면 2선의 구조를 갖춘 지상역이다.

## 이용 현황
| 연도 | 1일 평균 승하차 인원 |
| ---- | -------------------- |
| 1994 | 2,622                |
| 1995 | 2,370                |
| 1996 | 2,616                |
| 1997 | 2,448                |
| 1998 | 1,558                |
| 1999 | 1,482                |
| 2000 | 1,368                |
| 2001 | 1,246                |
| 2002 | 1,196                |
| 2003 | 1,238                |
| 2004 | 1,112                |
| 2005 | 1,201                |
| 2006 | 1,205                |
| 2007 | 1,286                |
| 2008 | 1,259                |
| 2009 | 1,180                |
| 2010 | 1,124                |
| 2011 | 1,113                |
| 2012 | 1,134                |
| 2013 | 1,087                |
| 2014 | 1,097                |
| 2015 | 1,059                |
| 2016 | 1,079                |

## 역 주변
- 국도 제2호선
- 지고젠 신사

## 역사
- 1925년 7월 15일 : 미야지마 선이 하쓰카이치마치 역까지 연장해, 당 역과 지고젠슈텐 역이 개업. 맞춰서 미야지마 까지의 연락선을 운항개시.
- 1926년
  - 7월 15일 : 미야지마 선이 신미야지마 역까지 연장해, 지고젠슈텐 역이 폐지. 대신해서 지고젠카이간 가정류장이 설치됨.
  - 10월 1일 : 지고젠카이간 가정류장이 폐지.
- 1927년 7월 15일 : 지고젠카이간 가정류장이 2번째 개업 허가를 받음.
- 1930년 이후 : 지고젠카이간 가정류장이 다시 폐지됨.
- 1987년 4월 15일 : 승강장 이설.

## 인접 역
| 히로시마 전철 미야지마 선                       | 히로시마 전철 미야지마 선 | 히로시마 전철 미야지마 선                 |
| ----------------------------------------------- | ------------------------- | ----------------------------------------- |
| M 35 JA히로시마뵤인마에 히로덴니시히로시마 방면 | ■ 미야지마 선             | 아지나히가시 M 37 히로덴미야지마구치 방면 |